# Her Infernal Descent
Her Infernal Descent — серия комиксов, которую в 2018 году издавала американская компания AfterShock Comics.

## Синопсис
Главной героиней серии является Линн, которая недавно потеряла свою семью. Однажды к ней приходит призрак Уильяма Блейка и говорит, что она может вернуть родных, если пройдёт через ад.

## Отзывы
На сайте-агрегаторе рецензий Comic Book Roundup серия имеет оценку 8,2 из 10 на основе 33 отзывов. Джошуа Дэвисон из Bleeding Cool, обозревая первый выпуск, остался доволен тем, как в комиксе показан ад. Джастин Партридж из Newsarama поставил дебюту 9 баллов из 10 и отметил, что его «первые сцены просты, но очень эффективны». Дэвид Брук из AIPT дал первому выпуску оценку 8,5 из 10 и одним из плюсов назвал камео исторических личностей.